# LW4 (Paralympics)
LW4 ist eine Startklasse für Sportler im paralympischen Wintersport für Sportler im Ski Alpin, Ski Nordisch und im Biathlon. Die Zugehörigkeit von Sportlern zur Startklasse ist wie folgt skizziert:
Skisportler der Klasse LW4 haben Behinderungen in einem Bein unterhalb des Kniegelenkes. Eines der folgenden Minimumkriterien muss erfüllt sein:
- Verlust der unteren Extremität auf Höhe oder oberhalb des Sprunggelenkes - oder
- Kraftverlust im Bein - oder
- Ataxie eines Beines - oder
- eindeutige Athetose - oder
- Beinlängendifferenz von mindestens 7 cm.

Es gilt:
- der Athlet / die Athletin benutzt zwei Ski und zwei Stöcke.

Die Klasseneinteilung kennzeichnet den wettbewerbsrelevanten Grad der funktionellen Behinderung eines Sportlers. Sportler in den Klassen LW1-LW9 starten stehend. Sportler in den Klassen LW1-LW4 (Beinbehinderung) können sich in die Sitzklasse LW12 umklassieren lassen.